# Robert Mudražija
Robert Mudražija (født 5. maj 1997) er en kroatisk fodboldspiller, der spiller som midtbanespiller. Han har tidligere spillet for den danske superligaklub F.C. København.

## Ungdomsspiller
Mudražija begyndte at spille fodbold i den kroatiske klub Dinamo Zagreb. Han forlod klubben som 15-årig for at spille på ungdomsholdene hos NK Zagreb.

## Klubkarriere
Mudražija begyndte sin professionelle karriere hos NK Zagreb i den bedste kroatiske række, Prva HNL, i 2014. Efter to sæsoner i klubben skiftede han i 2016 til den FC Liefering i den næstbedste østrigske række. I juni 2017 vendte han tilbage til Kroatien, hvor han fik kontrakt med NK Osijek.
Han skiftede fra NK Osijek til F.C. København i januar 2019 på en kontrakt, der løb til udgangen af 2023. Opholdet i FCK var præget af en række langtidsskader, og Mudražija fik begrænset spilletid i klubben. I januar 2021 blev det offentliggjort, at han skiftede til HNK Rijeka på en 18 måneder lejeaftale. Han opnåede 29 kampe for FCK, hvor han scorede et enkelt mål. Målet blev scoret i en UEFA Europa League-kamp mod IFK Göteborg den 17. september 2020.
Ved årsskiftet 2021/22 blev lejeaftalen med Rijeka ophævet, og at i stedet blev indgået aftale om udleje til NK Olimpija Ljubljana for en periode fra 1. januar 2022 til sommerpausen 2022. Efter lejekontraktens udløb, vendte han tilbage til FCK, hvorefter kontrakten blev ophøvet ved udgangen af august måned 2022.
Mudražija opnåede 29 kampe for FCK, fordelt på 20 superligakampe, to pokalkampe og syv europæiske kampe. Han scorede et enkelt mål, en scoring til 1-1 i en kvalifikationskamp til UEFA Europa League. 

## Landsholdskarriere
Mudražija har spillet for det krotiske U/18 og U/19 landshold.